# فرودگاه آبی پندر هاربر
فرودگاه آبی پندر هاربر (به انگلیسی: Pender Harbour Water Aerodrome) یک فرودگاه همگانی با کد یاتا YPT است که یک باند فرود آب دارد. این فرودگاه در کشور کانادا قرار دارد و در ارتفاع ۰ متری از سطح دریا واقع شده است.